# Долбешкін Петро Лукич
Петро Лукич Долбешкін (1912–1943) — гвардії капітан Червоної Армії, учасник Німецько-радянської війни, Герой Радянського Союзу (1943).

## Біографія
Народився 8 жовтня 1912 року в селі Павловичі (нині Вітебський район Вітебської області Білорусі) у селянській родині. Закінчив сім класів школи та Вітебський фінансово-економічний технікум, після чого працював бухгалтером. У 1934 році Долбєшкін був призваний на службу в Червону Армію. 1937 року він закінчив Сумське артилерійське училище. З 1941 — на фронтах Німецько-радянської війни. Брав участь у боях на Калінінському, Брянському та Воронезькому фронтах. До вересня 1943 року гвардії капітан Петро Долбєшкін командував дивізіоном 272-го гвардійського мінометного полку 6-го гвардійського танкового корпусу 3-ї танкової армії Воронезького фронту. Відзначився під час битви за Дніпро.
22 вересня 1943 року Долбешкін зі своїм дивізіоном переправився на підручних коштах через Дніпро у районі села Григорівка Канівського району Черкаської області Української РСР. На своїх руках перенісши міномети та снаряди до них, бійці дивізіону відбили велику кількість контратак супротивника. 29 вересня, коли група військ противника прорвала радянську оборону, дивізіон мінометним та автоматним вогнем знищив її. 3 жовтня 1943 року Долбешкін загинув у бою за село Григорівка. Похований в селі Ташань Переяслав-Хмельницького району Київської області України.
Указом Президії Верховної Ради СРСР від 17 листопада 1943 року за «зразкове виконання бойових завдань командування на фронті боротьби з німецькими загарбниками і виявлені при цьому мужність і героїзм» гвардії капітан Петро Долбешкін посмертно удостоєно високого звання Героя Радянського. Також був нагороджений орденами Леніна та Червоної Зірки.